# Keslova lípa ve Střížovicích
Keslova lípa ve Střížovicích je památný strom v obci Střížovice severovýchodně od Přeštic. Lípa malolistá (Tilia cordata) roste na předzahrádce k rodinnému domu čp. 22, obvod jejího kmene je okolo 127 cm a výška 20 m (měření 2004). Chráněna od roku 2004 pro svůj vzrůst.